# Gouvernement Zwarte Zee
Het gouvernement Zwarte Zee of gouvernement Tsjernomore (Russisch: Черноморская губерния, Tsjernomorskaja goebernija) was een gouvernement (goebernija) van het keizerrijk Rusland. Het gouvernement werd in 1896 gevormd uit het gehele gebied van de Okroeg Zwarte Zee en een deel dat van de oblast Koeban was afgesplitst. Het gouvernement grensde aan de oblast Koeban en de okroeg Soechoemi. De hoofdstad was Novorossiejsk. In 1919 ging het Zwarte Zee-gouvernement in de Sovjet-Unie op in de volksrepubliek Koeban en in het resterende deel van de oblast Koeban-Zwarte Zee